# Trolling
|  | Se også Troll for aktiviteten, hvor en person forstyrrer en diskussion |
 Der er for få eller ingen kildehenvisninger i denne artikel, hvilket er et problem. Du kan hjælpe ved at angive troværdige kilder til de påstande, som fremføres i artiklen.

Trolling er en moderne metode til at drive lystfiskeri fra båd. Trolling kommer oprindeligt fra USA og kom til Europa og Skandinavien i midten af 1990'erne.

## Metode
Til trolling anvendes en såkaldt downrigger, der monteres på bådens ræling. Downriggeren er en arm, der slås ud over rælingen, og hvor igennem der løber en stålwire med en blykugle hægtet fast i enden. Ved hjælp af en spole rulles wiren ned og op gennem vandet. Inden blykuglen sænkes ned i vandet, påspændes en klemme (stacker) til blykuglen, hvori fiskelinen klemmes fast. Herefter føres hele arrangementet ned i den ønskede fiskedybde, der fremgår på et display på downriggeren. For enden af fiskelinen er der fastbundet et trollingblink eller -wobler.